# Веероусы

Веероусые или веероносцы, или веероусые жуки (лат. Rhipiceridae) — семейство насекомых отряда жесткокрылых, представители которого отличаются наличием веерообразных усов, похожих на широкий зубчатый гребень.

## Распространение
В Австралии обитают шесть видов из рода Rhipicera.

## Описание
Не больших размеров жуки; от 10 до 25 мм в длину. Жуки имеют преимущественно серовато-чёрную окраску с округлыми белыми пятнами на надкрыльях и переднеспинке. Самцы и самки обладают состоящими из более чем двадцати сегментов усами. У самцов они с более длинными и густыми пластинками. Столь крупные усы помогают самцам определять феромоны, которые испускают самки. В популяциях самцов всегда больше, чем самок, с коэффициентами соотношения полов от 5:1 до 8:1.
О личинках этих жуков ничего не известно, личики были описаны лишь по одному экземпляру вида Sandalus niger из Северной Америке.
Вероятно личинки паразитируют на нимфах цикад. Данное поведение необычно, так как паразитизм среди жуков, как правило, не встречается.